# Charles Messier
Charles Messier (26. června 1730 – 12. dubna 1817) byl francouzský astronom žijící v 18. století, tvůrce katalogu mlhových vesmírných objektů.

## Život
Messier se narodil 26. června roku 1730 ve francouzském městě Badonviller, které leží 35 km od Lunéville. Narodil se jako desáté dítě ze dvanácti potomků drába Nicolase Messiera a jeho ženy Francoise, rozené Grandblaise. Šest jeho bratrů a sester zemřelo ještě v dětství, na čemž se zajisté podepsaly skromné poměry, ve kterých rodina žila. Charlesův otec zemřel roku 1741, když Charlesovi bylo 11 let a tak mladý Messier musel skončit školu, aby rodina měla šanci na zlepšení svého živobytí.
Charles se začal zajímat o astronomii již ve věku 14 let, kdy měl možnost pozorovat průlet komety kolem Slunce. Jeho zájem byl pak ještě více prohlouben zatměním Slunce, které bylo v městě, ve kterém žil, pozorovatelné 25. července 1748. V říjnu roku 1751 odešel do Paříže, kde ho díky jeho skvělému jemnému písmu zaměstnal námořní astronom Joseph-Nicolas Delisle (1688–1768). Nový domov nalezl v Hôtelu de Cluny, kde bydlel právě s Delislem. Jeho první prací bylo okopírování velké mapy Číny; vedle této aktivity ho Delislův tajemník Liboure uvedl do observatoře v Hôtelu de Cluny. Liboure Messiera přiměl, aby si vedl podrobné a přesné záznamy o svých pozorováních. Messierovým prvním dokumentovaným pozorováním se stal přechod Merkuru, který pozoroval 6. května 1753. Delisle sám pak Messiera přesvědčoval o důležitosti přesného pozorování a měření pozorovaných těles, bez kterého by pak Messier nebyl nikdy schopen svůj katalog úspěšně sestavit. Od roku 1754 byl nepřetržitě zaměstnán u námořnictva jako skladník.

## Počátky katalogu
Někdy v roce 1757 Charles Messier začal hledat Halleyovu kometu. Jeho první zpráva o M32, průvodci galaxie v Andromedě, se objevila ve stejném roce. Návrat Halleyovy komety byl očekáván následující rok, ale stále šlo pouze o vědeckou hypotézu. Sám Delisle vypočetl zdánlivou trasu komety a Messier vytvořil skvělý hvězdný graf její cesty, došlo však k tomu, že se Delisle ve svých výpočtech spletl, takže se Messier během svých pozorování pokaždé díval na špatné místo. Je spíše komické, že při pozorování dne 14. srpna roku 1758 učinil jiný objev – v průběhu pozorování (28. srpna 1758) zjistil v souhvězdí Býka jiný mlhavý objekt, který zpočátku také mylně považoval za kometu. Později se ukázalo, že se jde o Krabí mlhovinu, která pak dostala v jeho katalogu první pořadové číslo M1 – jednalo se o pozůstatek supernovy, která explodovala roku 1054). K pečlivému proměření mlhoviny pak došlo 12. září 1758.
Halleyova kometa byla nakonec objevena německým amatérským astronomem Johannem Georgem Palitzchem (1723–1788) v noci z 25. na 26. prosince. Messier ji nezávisle na tomto pozorování objevil 21. ledna 1759, o čtyři týdny později než německý astronom, když začal definitivně pochybovat o správnosti Delisleových výpočtů. Delisle samozřejmě nevěřil ve svou chybu, a tak pokračoval v pozorování a odmítal uznat objev jiných. Jelikož byl Charles Messier loajální zaměstnanec, pokračoval v hledání komety podle zaměstnavatelových pokynů. Když pak konečně ohlásil svůj objev, nebyl ostatními francouzskými astronomy brán vážně, protože svůj objev ohlásil dne 1. dubna 1759, tedy na apríla.
V následujících dnech změnil Delisle postoj ke svému zaměstnanci Messierovi a nabádal ho, aby se pustil do svého vlastního pozorování (na druhou stranu určitě hrál svoji úlohu i vysoký věk Delislea, který se pomalu připravoval na odchod do důchodu). Během dalších pozorování objevil Messier dne 11. září 1758 svou druhou „mlhovinu“ M2, která ovšem byla již předtím objevena astronomem Jean-Dominiquem Maraldim (1709–1788) v roce 1746, nešlo však o mlhovinu, ale o kulovou hvězdokupu. Následně pak pozoroval přechod Venuše (6. června 1761) a objevení saturnových prstenců[zdroj?]. Dále sledoval kometu 1762 Klinkenberg v květnu až červenci roku 1762, následující rok v říjnu objevil kometu 1763 Messier a pak 1764 Messier. Roku 1763 se objevily první zprávy o tom, že by Messier mohl být přijat do Královské vědecké akademie (Académie Royale des Sciences), tyto zprávy se však, bohužel pro Messiera, nenaplnily.
Třetím pozorovaným „mlhovinovým“ objektem se stala další kulová hvězdokupa M3, kterou Messier objevil 3. května 1764 v souhvězdí Honicích psů, což ho podnítilo k systematickému prozkoumávání oblohy, při kterém tyto mlhavé obláčky vyhledával. Během následujícího roku objevil a katalogizoval prvních čtyřicet položek svého katalogu od M3 až po M40 (pro sestavení svého prvního katalogu využil katalog Edmunda Halleyho, přesněji jeho objevených 6 objektů).
V průběhu těchto let byl Messier v aktivní korespondenci s jinými významnými astronomy a akademiky z Británie, Německa i Ruska (například Frederick La Harpe). Kromě toho byl 21. května 1764 vybrán za člena Akademie v Harlemu (Holandsko) a 6. prosince 1764 byl uveden jako zahraniční člen Královské společnosti v Londýně. Roku 1765 pak následovalo ocenění na Akademii v Auxerre.
Na začátku roku 1765 objevil hvězdokupu M41. V témže roce odešel konečně do důchodu Delisle, a tak mohl Messier pokračovat v pozorování z Hôtelu de Cluny. 8. března 1766 objevil novou kometu, kterou znovuobjevil 8. dubna téhož roku. V roce 1767 se vypravil na jedinou svou vojenskou cestu za účelem seřídit nové vojenské hodiny (navržené J. Le Royem). Strávil tak 3 a půl měsíce na palubě vojenské lodi L´Aurore se svým kolegou Alexandrem Guyem Pingrém. Messier pořizoval astronomická pozorování a Pingré pak potřebné výpočty.

## První publikace
Roku 1769 se Messier musel rozhodnout publikovat první verzi svého katalogu a rozšířit počet objektů v něm o objekty M42 až M45 (Mlhovina v Orionu, hvězdokupa Jesličky a Plejády). Po objevu další komety (8. srpna 1769) zaslal podrobný popis trasy králi Pruska, který měl podobně jako Messier hluboký zájem o problematiku a Messier byl za objev odměněn dne 15. září 1769 členstvím v Německé akademii věd (a v dubnu stejného roku byl vybrán za člena Královské Akademie Švédska ve Stockholmu). Konečně pak 30. června v roce 1770 byl zvolen v Paříži do Královské akademie věd své rodné země. 14. června objevil další kometu, která do historie vstoupila pod jménem Lexellova kometa, nebyla tedy pojmenována po objeviteli Charlesovi Messierovi, ale po matematikovi, který spočetl její dráhu – Andersu Lexellovi, který působil na observatoři v Petrohradu.

## Svatba
26. listopadu 1770 se ve věku 40 let po 15 letech známosti Charles Messier oženil s Marií-Françoise de Vermauchampt (37 let). 15. března 1772 se Messierovým narodil syn Antoine-Charles, Messierova manželka (23. března) i syn (26. března) však brzy po porodu zemřeli.
10. ledna 1771 objevil Messier nejjasnější kometu roku. 16. února představil světu první verzi svého Katalogu mlhovin a hvězdokup s prvními 45 objekty. (Tehdy však katalog vycházel pod názvem Nebulae (Mlhovina), jelikož Messier ještě nevěděl, že existují galaxie a planetární mlhoviny.) Cílem katalogu bylo zachytit v seznamu všechny objekty, které by mohly být považovány za komety, ale které se nacházejí na stálých polohách na obloze. Každý objekt v jeho katalogu je označen písmenem M, jako Messier, a pořadovým číslem, například M1 – Krabí mlhovina, M45 – Plejády atd. V roce 1784 katalog již obsahuje jeho seznam 103 položek. Tři noci po prvním vydání katalogu objevil další tři mlhovinné objekty M46–M49. Protože však u objektů M47 a M48 udělal chybu v měření, byly ztraceny a znovuobjeveny na začátku dvacátého století. V tomto roce dále objevil další kometu (již třináctou). Později tohoto roku 7. června objevil mlhovinu M62, u které však pouze přibližně změřil pozici, takže se do jeho katalogu dostala až po přesnějším změření v roce 1779. Roku 1771 se pan Messier stal oficiálně astronomem námořnictva, což mu garantovalo pravidelný roční plat ve výši 1 700 franků (roku 1774 byl jeho plat zvýšen na 2 000 franků).
Jean-Francois de Laharpe prohlásil (podle legendy), že kdyby nezemřela jeho žena, objevil by Messier další třináctou kometu a učinil by další důležité objevy, ale smrt manželky a dítěte ho od další práce na čas odtrhla (paradoxem se stalo to, že zmiňovanou kometu prý objevil pan Montaigne, kterého však Messier neměl v lásce…). Pravdou ale je, že Montaugn objevil kometu týden před narozením dítěte a tak se skutečně jedná pouze o legendu, která se o Messierovi traduje.
5. dubna roku 1772 přidal další hvězdokupu do svého katalogu, a to tentokráte pod číslem M50; v tomto roce byl dále zvolen členem Akademie v Bruselu (Belgie) a Královské akademie v Maďarsku. Během následujících let učinil Charles Messier řadu objevů a jeho katalog se tak postupně rozrůstal až do konečného čísla 103 položek, které katalog obsahoval v roce 1784.

## Úraz
Začátkem 80. let byla Messierova práce na rok přerušena nehodou, když 6. listopadu 1781 spadl do studeného sklepa přibližně 7,5 m hlubokého. Během pádu byl vážně zraněn a následná rekonvalescence trvalo skoro rok. K práci se vrátil přesně včas, aby stihl pozorovat přechod Merkuru 12. listopadu 1782. Během následujících měsíců se chtěl vrátit k pracím na katalogu, ale vzhledem k tomu, že neměl další úspěchy, vrátil se k hledání komet, kde se dočkal dalšího úspěchu v podobě objevu další komety 7. ledna 1785 (dostala název 1785 I Messier-Méchain). Společně s Méchainem se pak stali úspěšnými hledači komet (například Messier objevil další kometu 26. listopadu 1788).
Ve Francii ovšem nastaly převratné politické změny – Francouzská revoluce, které připravily Messiera o jeho stálý příjem a důchod. Messier spolu s Méchainem založili roku 1795 Národní institut pro vědu a umění. Následovalo pro změnu další objevení komety, a to tentokráte 12. dubna 1798. Poslední jím objevená kometa byla pozorována 12. července roku 1801. Dosáhl tak konečného skóre 20 komet, 13 objevil přímo on sám a 7 objevil nezávisle na někom jiném. Roku 1806 se mu dostalo asi největšího životního ocenění, když mu osobně sám mocný císař Napoleon předal Kříž čestné legie.

## Sklonek života

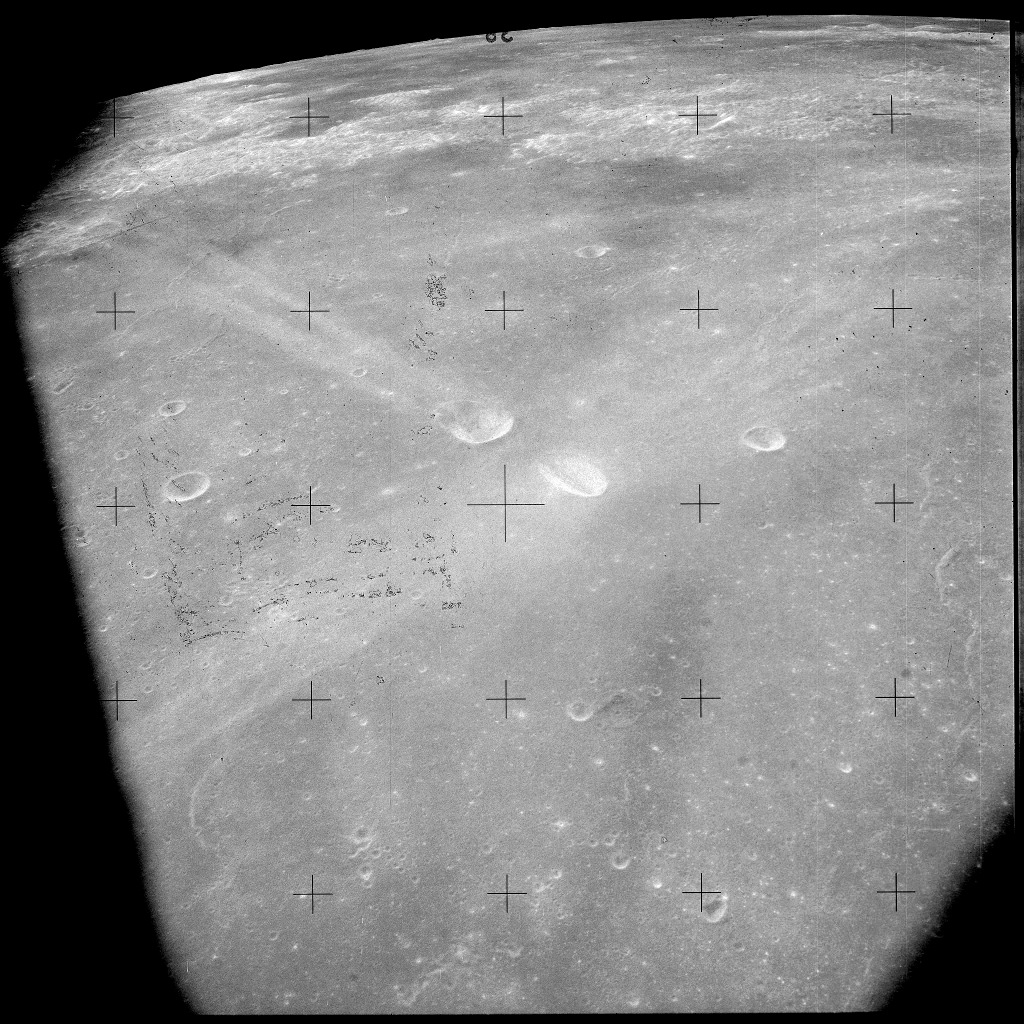
Kráter na Měsíci nesoucí jeho jméno

V roce 1815 Messier prodělal náhlou mozkovou příhodu - mrtvici, po které částečně ochrnul. Po částečném zotavení se ještě jednou nebo dvakrát objevil na akademickém zasedání, ale jeho každodenní život byl již stále více obtížný. V noci z 11. na 12. dubna 1817 zemřel v 87 letech ve svém domě v Paříži a byl pohřben 14. dubna na pařížském hřbitově Père Lachaise.
Celoživotní dílo Charlese Messiera ocenila po jeho smrti astronomická společnost pojmenováním kráteru na povrchu Měsíce v Moři hojnosti.Také asteroid 7359, objevený 16. ledna 1996 českým astronomem Milošem Tichým na observatoři Kleť, nese jeho jméno.